# الديوان الوطني لمحو الأمية وتعليم الكبار (الجزائر)
الديوان الوطني لمحو الأمية وتعليم الكبار هي إحدى الهيئات التابعة لوزارة التربية الوطنية الجزائرية، وهي مكلفة بتعليم الكبار إلى جانب محو الأمية. يَعمل الديوان الوطني لمحو الأمية على توفير التربية القاعدية الجيدة التي تضمن للدارسين كفاءةً تخدمهم طيلة حياتهم وتكون سبباً لاكتسابهم مهارات جديدة، كما يساعد على التحرر من الأمية وضمان آفاق التكوين المتواصل للمتحررين.

## الاستراتيجية
الاستراتيجية الوطنية لمحو الأمية، صادق عليها مجلس الحكومة في 23 يناير 2007، وبحسب إحصاء «الديوان الوطني لمحو الأمية وتعليم الكبار» فإن نسبة الأمية في الجزائر انخفضت من 10,22% في سنة 2008 إلى 07,94% في سنة 2021 .
وتم تسجيل 581.645 دارسًا (منهم 514.923 امرأة) خلال الدخول المدرسي 2014/2013 من بينهم 310.983 دارساً في المستوى الأول و270.662 دارساً في المستوى الثاني، ولقد ظهر أن مجهود الدولة لمحو الأمية في الجزائر شهد قفزة نوعية في السنوات الأخيرة؛ حيث لم يعد الأمر مقتصرًا  على تعليم القراءة والكتابة والحساب فحسب، بل تعدى ذلك إلى ربط محو الأمية بالتأهيل المهني، وذلك بالتنسيق والتعاون مع منظمة اليونسيف ووزارة التكوين والتعليم المهنيين.
وتم تسطير “برنامج عمل مع الاتحاد الأوروبي يهدف إلى دعم الديوان الوطني لمحو الأمية وتعليم الكبار وتعزيز قدراته العملياتية في إطار تنفيذ الاستراتيجية الوطنية لمحو الأمية إضافة إلى تنظيم عمليات تكوينية لفائدة إطارات الديوان بالتنسيق والتعاون مع اللجنة الوطنية الجزائرية للتربية والثقافة والعلوم والمنظمة الإسلامية للتربية والعلوم والثقافة”.
ويعمل الديوان الوطني لمحو الأمية في صميم التربية للجميع حيث أن “التربية القاعدية الجيدة تضمن للدارسين كفاءات تخدمهم طيلة حياتهم، وتكون سبباً لاكتسابهم مهارات جديدة. كما يساعد التحرر من الأمية الأولياء على الحرص أكثر على تمدرس أبنائهم ويضمن آفاق التكوين المتواصل للمتحررين”.
ومن دراسات الديوان أن “المجتمعات المتحررة من الأمية بمقدورها أكثر من غيرها رفع تحديات النمو والتطور.
وقرر الديوان أنه “لا سبيل للتخلص من براثن الأمية ومضاعفات التخلف والاستجابة لمتطلبات العصر وتحقيق وثبة نوعية في التنمية الشاملة؛ إلا بالاستثمار في الموارد البشرية وتضافر جهود الجميع، حكومة وهيئات وجمعيات ومؤسسات، كل من موقعه للتضامن من أجل إزاحة ستار الجهل ورفع راية التعليم والتعلم والعمل معا لكسب رهان المستقبل”.

## تاريخ
بعد استقلال الجزائر أسس مركز وطني بموجب مرسوم رئاسي، بعدها تم تحويله إلى مؤسسة عمومية، مستقلة تتمتع بالشخصية المعنوية تحت وصاية وزارة التربية الوطنية (الجزائر).
في سنة 1965 انعقد مؤتمر دولي لوزراء التربية تم الاتفاق فيه على تجريب مضمون جديد لمحو الأمية، أطلق عليه محو الأمية الوظيفي، يهدف إلى الابتعاد عن المناهج والطرق التربوية الخاصة بالصغار، ويركز على إكساب العمال المهارات الأساسية وتأهيلهم مهنياً لتمكينهم من النهوض الصحيح بالتنمية.
في سنة 1978 انعقدت دورة عامة لمنظمة اليونيسيف تم فيها تحديد مفهوم الأمية الوظيفية بأنه «محو الأمية الوظيفي هو إكساب المتعلم آليات القراءة والكتابة والحساب، وإعطائه تكويناً متخصصاً في الميدان الفلاحي والصناعي بقدر يؤهله مهنياً ويرفع من قدراته الإنتاجية».
ثم وسع التعريف ليصبح " ليس الهدف من محو الأمية الوظيفي إكساب المتعلم آليات القراءة والكتابة والحساب فقط؛ بل يهدف إلى تطوير ورفع من قدرات المتعلم الإنتاجية، وذلك بإعطائه تكويناً متخصصاً في الميدان الصناعي أو الفلاحي بقصد تأهيله مهنياً، كما تهدف محو الأمية أيضاً إلى زيادة وعي المتحرر من الأمية، والقدرة على حل المشاكل والمشاركة في كل نشاطات المجتمع الذي يعيش فيه، وبهذه الكيفية تكون عملية محو الأمية الوظيفي بمثابة عامل للتنمية بمفهومه الشامل، فهي وسيلة تسمح باستقبال المعارف المفيدة والكفاءات الجديدة، التي تؤدي إلى تحسين حياة المواطن وأيضاً تطور البلاد في مختلف الميادين.
كانت الجزائر من جملة البلدان التي طبقت فيها انطلاقا من هذا المفهوم "البرنامج التجريبي العالمي لمحو الأمية (PEMA) والذي أطلق عليه اسم الجزائر 11، وهو عبارة عن مشروع انتقائي وتجريبي مركز يهدف أساساً إلى تكوين العمال وتعليمهم في أماكن عملهم بقصد تحميلهم مسؤولية التسيير وتحسين الإنتاج، وقد ساهم في تنفيذ هذا المشروع إلى جانب الجزائر كل من اليونسكو وبرنامج الأمم المتحدة للتنمية (PNUD).
ثم بمقتضى المرسوم التنفيذي رقم (97-489) المؤرخ في 20 شعبان عام 1418 الموافق 20 ديسمبر سنة 1997، يعدل ويتمم المرسوم التنفيذي (رقم 95-143) المؤرخ في 20 ذي الحجة عام 1415 الموافق 20 مايو سنة 1995 والمتضمن تحويل المركز الوطني لمحو الأمية إلى ديوان وطني لمحو الأمية وتعليم الكبار، كما كرم بجائزة ودبلوم من الجمعية الدولية للقراءة عن طريق اليونسكو بتاريخ 08 سبتمبر1995.